# Cephalodella reimanni
Cephalodella reimanni är en hjuldjursart som beskrevs av Donner 1950. Cephalodella reimanni ingår i släktet Cephalodella och familjen Notommatidae. Inga underarter finns listade i Catalogue of Life.